# Junkers T 19
Юнкерс T 19 (нем. Junkers T 19), — немецкий учебно-тренировочный и туристический одномоторный моноплан конструкции Эрнста Цинделя. Всего было построено три экземпляра с различными моторами. Первый полёт был совершён в 1922 году.

## Эксплуатация
Т19 использовались для лётного обучения, а также участвовали в различных соревнованиях. После списания одна из машин использовалась как стенд для испытания двигателей.

### Конструкция
Самолёт представлял собой металлический высокоплан с подкосным шасси. На первом экземпляре был установлен двигатель Siemens Sh 4 мощностью 65 л.с. который в ходе испытаний был заменен на более мощный Siemens Sh 5 мощностью 85 л.с., при этом обозначение самолёта заменили на Т19а.

### Технические характеристики (Т 19а)
- Экипаж: 1 пилот, 1-2 пассажира
- Длина: 6,85 м
- Размах крыла: 11,25 м
- Высота: 2,75 м
- Площадь крыла: 19,00 м²
- Профиль крыла:
- Масса пустого: 525 кг
- Масса снаряжённого:
- Нормальная взлётная масса: 765 кг
- Максимальная взлётная масса:
- Двигатель Siemens Sh 5
- Мощность: 1 x 85 л.с.

### Лётные характеристики
- Максимальная скорость: 133 км/ч
  - у земли:
  - на высоте м:
- Крейсерская скорость: 105 км/ч
- Практическая дальность: 360 км
- Практический потолок: м
- Скороподъёмность: м/с
- Нагрузка на крыло: кг/м²
- Тяговооружённость: Вт/кг
- Максимальная эксплуатационная перегрузка:[1]